# Elisabeth Haich
Elisabeth Haich (IPA: [ˈhɒʔitʃ]; * 20. März 1897 in Budapest; † 31. Juli 1994 in Ponte Tresa) war eine ungarische Künstlerin und Autorin. Zusammen mit Selvarajan Yesudian war sie maßgeblich an der Verbreitung des Yoga in Europa beteiligt.

## Leben
Elisabeth Haich wurde am 20. März 1897 in Budapest geboren und war schon als Kind eine hervorragende Klavierspielerin. Sie studierte Musik und Bildhauerei und eröffnete dann in Budapest ein Atelier. Sie interessierte sich für Spiritualität und Esoterik und beanspruchte als Mystikerin auch ein spezielles Wissen um die Symbolik der Bibel. Vertraut mit hinduistischer Philosophie lernte sie in Budapest den Inder Selvarajan Yesudian kennen, der Vorträge über Yoga hielt. 1939 eröffneten beide in ihrem Atelier die erste Yogaschule Ungarns.
Nachdem das kommunistische Regime die Yogaschule in Budapest geschlossen hatten, flohen Elisabeth Haich und Selvarajan Yesudian nach Zürich mit dem Ziel, nach Kalifornien zu gehen. Sie blieben jedoch in der Schweiz und eröffneten zwischen 1949 und 1955 in mehreren Schweizer Städten Yogaschulen. Anfang der 1950er Jahre gab sie Yogakurse in Diano Marina (Italien) und gründete die Yoga-Sommerschule in Ponte Tresa im Tessin.
Elisabeth Haich war eine international anerkannte Bildhauerin, Malerin und Pianistin. Zusammen mit Selvarajan Yesudian war sie maßgeblich an der Verbreitung und Popularisierung des Yogas in Mitteleuropa beteiligt. In der Yogasommerschule in Ponte Tresa stellte sie auch eigene künstlerische Werke aus. Elisabeth Haich gab drei Bücher heraus, die sich mit Esoterik, Spiritualität und Yoga beschäftigten. Zudem wirkte sie als Mitautorin von Selvarajan Yesudians Yogabüchern.
Haich starb am 31. Juli 1994 in Ponte Tresa.

## Bibliographie
- Einweihung : Mystisch-biographischer Roman. Origo, Zürich 1954.
  - Ungarische Ausgabe: Beavatás : óegyiptomi misztériumok. 2 Bde. Édesvíz K., Budapest 2004, ISBN 963-8290-50-1.
- Sexuelle Kraft und Yoga. Stuttgart 1966.
- Tarot. Stuttgart 1969 (überarbeitete Neuauflage: Tarot – die Reise des Helden: 22 Stufen der Einweihung. Hamburg 2013).

zusammen mit Selvarajan Yesudian:
- Sport und Yoga. Thielle 1949.
- Yoga in den zwei Welten. Thielle 1951.
- Yoga im heutigen Lebenskampf. Thielle 1954.
- Der Tag mit Yoga. Stuttgart 1959.
- Yoga und Schicksal. Thielle 1963.
- Raja-Yoga. Thielle 1966.
- Hatha-Yoga. München, Engelberg 1971.